# 莫斯科四季酒店
莫斯科四季酒店（Four Seasons Hotel Moscow）是位於俄羅斯首都莫斯科的一座高級酒店，開業於2014年10月30日，取代其前身莫斯科酒店。莫斯科四季酒店位於莫斯科酒店在馴馬場廣場的原址，毗鄰紅場和舊莫斯科市政廳。莫斯科酒店原本的大樓修建於1932年至1958年。2004年，舊的莫斯科酒店被拆除。新的莫斯科四季酒店在2014年開業。